# Umestan
Umestan és un parc empresarial de la ciutat sueca d'Umeå (Västerbotten). Quan el 1998 es van tancar les instal·lacions que usava el regiment de Västerbotten es va crear el parc empresarial al mateix lloc. El municipi d'Umeå va comprar tota l'àrea per a crear un centre de negocis i de coneixement. Els edificis es van restaurar per a adequar-los per a l'ús en el sector de negocis modern i per a dotar-los de comoditats i fer-los respectuosos amb el medi ambient. El parc empresarial compta amb quaranta edificis, amb prop de 120 inquilins. Unes 3000 persones visiten l'àrea cada dia.

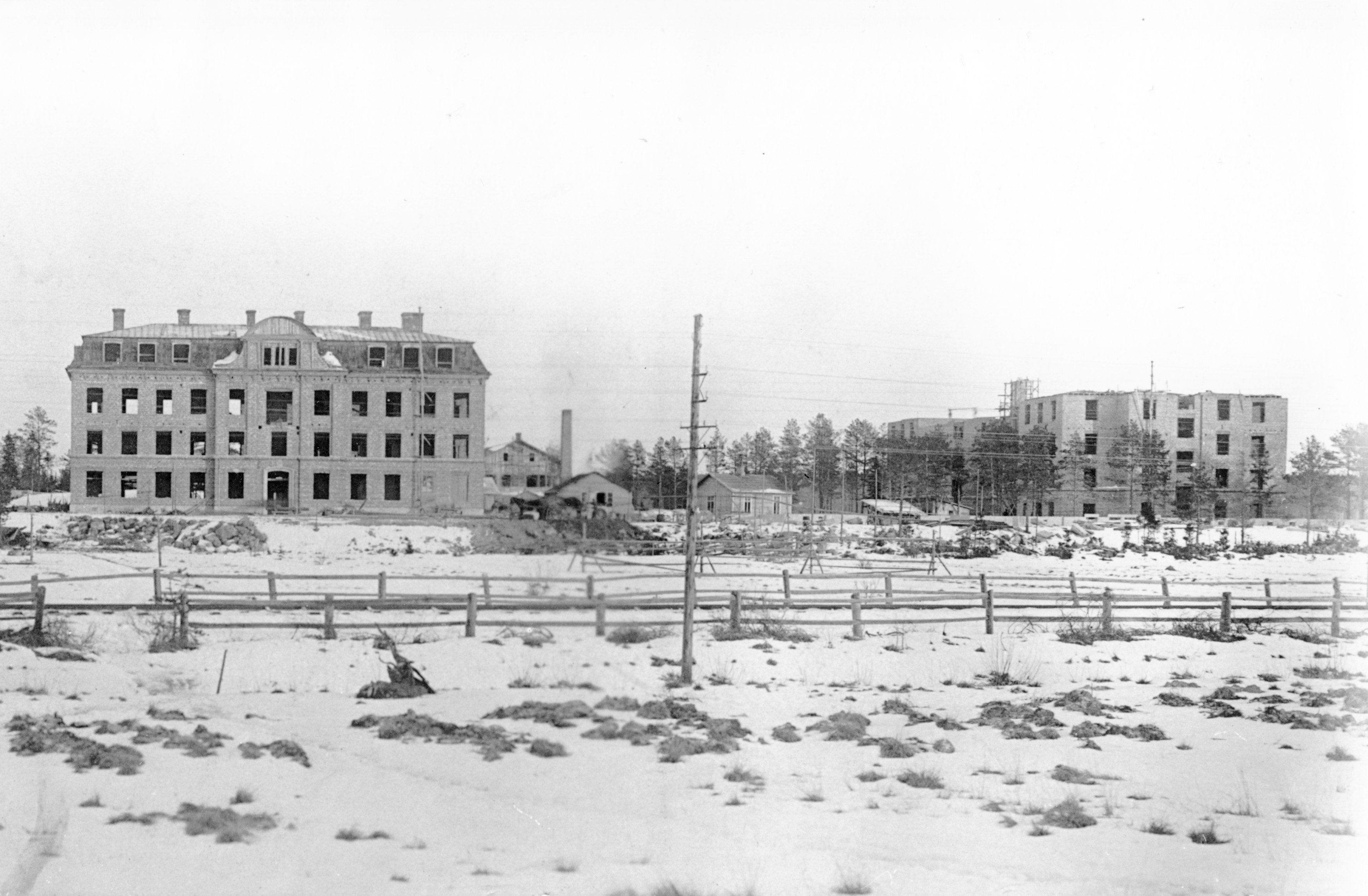
Construcció dels barracons del regiment Västerbotten en 1907.

En 2012, el municipi va vendre el parc a Lersten per uns 470 milions de corones sueques.